# We Love Katamari
We ♥ Katamari, pronunciado We Love Katamari, (nombre original みんな大好き塊魂 Minna Daisuki Katamari Damashii, lit. "Everyone Loves Katamari Damacy") es un videojuego para la consola PlayStation 2 publicado por Namco, que es una secuela del aclamado juego Katamari Damacy, creado por Keita Takahashi.
El juego fue puesto a la venta en Japón el 6 de julio de 2005, en Corea del Sur el 28 de julio de 2005 y en Norteamérica el 20 de septiembre de 2005. We ♥ Katamari ha sido publicado en Europa (Katamary Damacy no). 
En España (PAL) salió a la venta el 22 de febrero de 2006. Distribuye Namco.
El juego consiste básicamente en rodar una pelota (el katamari) y hacerla más grande a medida que se adhieren objetos. Los objetos que se pueden añadir varían en función del tamaño del katamari. Por ejemplo, en un katamari pequeño sólo se adherirán cosas pequeñas como lápices, borradores, chapas, clips, etc. Conforme vamos creciendo se pueden atrapar objetos mayores, como botellas, macetas, etc, incluso personas, coches, casas,...
Se propone al jugador un estilo nuevo de juego. Hay que utilizar los dos josystics analógicos, y saber utilizarlos bien para rodar el katamari. Los dos factores que hacen de este juego uno de los más adictivos son: las ganas de aprender a rodar bien y rápido el katamari y las ganas de hacerlo más y más grande. 
Realmente tiene una trama argumental, el Rey quiere hacer realidad los deseos de los terrícolas, y para ello ordena a El Príncipe y sus primos que utilicen los katamaris. Por ejemplo, si alguien tiene como deseo limpiar su habitación, con un katamari vamos rodando y adheriendo los objetos de la habitación.